# Niko Slana
Nikolaj Slana, slovenski učitelj, športni delavec, publicist in kolumnist * 1944, † november 2020

## Življenje
Na Visoki šoli za telesno kulturo - danes Fakulteti za šport - je leta 1975 diplomiral s temo »Sociološki vidiki nogometnega svetovnega prvenstva 1974« in postal učitelj športne vzgoje. Do upokojitve je bil zaposlen na Zavodu RS za šolstvo. Bil je tudi jadralni letalec. Urejal je revijo Šport mladih.
Za izjemno organizacijsko delo pri športu otrok in mladih je leta 1995 dobil Bloudkovo plaketo, leta 2008 plaketo OKS za pedagoško delo in mladinski športni tisk, leta 2011 pa priznanje Atletske zveze Slovenije za prispevek v atletiki. Več kot trideset let je pisal kolumne za Šport mladih in Šolske razglede ter bil sodelavec športne redakcije Dela.
Po upokojitvi je v blogih objavljal predvsem prispevke o jadralstvu, padalstvu in letalstvu.
Bil je brat slovenskega slikarja Franceta Slane.